# Андрей (Васило)
Андрей известный также, как Андрей из Кракова, Андрей Полак (Поляк), Андрей Ястржембец, Васило (лат. Andrius Vanagaitis, лит. Andrius Krokuvietis, пол. Andrzej Jastrzębiec; ? — 14 ноября 1398, Вильно) — католический священник, религиозный деятель Великого княжества Литовского, дипломат. Креститель языческой Литвы (1388). Первый епископ Виленский (1387—1398) и Сиретский (1371—1372).

## Биография

Герб Ястржембец

Польский шляхтич герба Ястржембец. В молодости вступил в католический нищенствующий монашеский орден францисканцев. Учился в Гнезно, служил в Кракове. Был проповедником в Мазовии, после миссионерствовал в Литве.

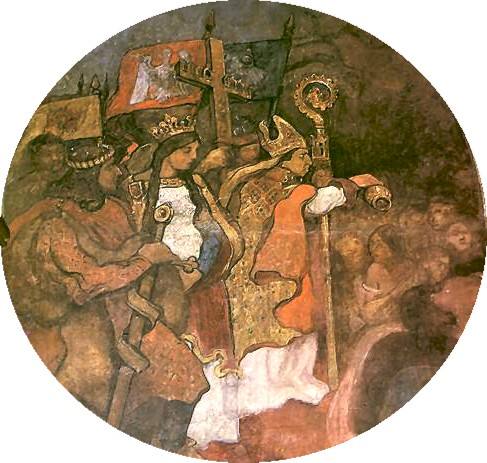
Крещение Литвы в 1388 году

Служил при венгерском дворе, был исповедником Елизаветы Польской, будущей регентши Польского королевства (1370—1375). Участвовал в францисканской миссии в Молдавию, в результате которой 31 июля 1370 года было создано Сиретское епископство. В мае следующего года Андрей стал первым епископом Сиретским.
Уже в 1372 году он вернулся в Польшу и возглавил Галицкую архидиецезию. В 1376—1386 годах — епископ-суффраган Гнезненского архиепископства.
В 1386 году он способствовал заключению брака Ядвиги с великим князем Литовским Ягайло, после заключения которого тот дал согласие на создание Виленского епископства.
В 1388 году король Ягайло отправил его крестить языческую Литву. Андрей совершил крещение Литвы и стал первым епископом вновь созданной Вильненской епархии.
Известно, что в 1392 году он ставил Витовта на великокняжеский литовский престол.
Постоянно заботился о сооружении на месте языческого капища собора Святого Станислава в Вильно. Епископ Андрей соорудил там же капеллу святого Андрея. Основатель францисканских монастыре в Лиде и Ошмянах. Основал в Вильно кафедральную школу (1397).
Известен как хороший проповедник.
После него епископом был назначен также францисканец — Якуб Плихта, герба Знин или Жнин.